# Десять литов
Десять литовских литов (лит. dešimt litų) ― денежная банкнота национальной валюты Литвы.
Купюра имеет размер 135х65 мм, как и все банкноты Литвы (за исключением 500 литов). На банкноте в десять литов изображён полёт самолёта «Литуаника» и лётчики Стяпонас Дарюс и Стасис Гиренас.

## История
Банкнота выпускалась в разных сериях четыре раза (дважды в 1993 году, по одному разу в 1997 и 2001 годах).
С 2007 года банкнота в десять литов стала литовской банкнотой с наименьшим номиналом, поскольку банкноты в один, два и пять литов вышли из обихода.

## Дизайн
Банкнота в десять литов имеет тёмно-синюю цветовую гамму.
На аверсе банкноты на левой стороне присутствует большое число 10 и надпись Lietuvos banko valdybos pirmininkas (Председатель Национального банка Литвы). На реверсе в правом верхнем углу изображён герб Литвы.

## Элементы защиты
Список элементов защиты :
- Когда банкноты наклоняют к свету под острым углом, справа от портретов видна надпись 10 LTL.
- Число 10, напечатанное дважды на защитной нити, также становится заметным при наклоне банкноты под острым углом.
- Бумага банкноты не флуоресцирует под ультрафиолетовым светом.
- Водяной знак ― государственный герб Литвы ― виден, когда банкнота находится под сильным освещением.
- Защитная нить флуоресцирует под ультрафиолетовым светом в цветах радуги.
- Опознавательный знак для слепых ― приподнятый равнобедренный треугольник.
- Рельефная печать портретов и надписей обеспечивает различимость купюры на ощупь.
- Повторяющийся микротекст 10 LTL, напечатанный между портретами и по их краям.
- Микротексты Lituanica и NR 688 E на изображении самолёта.
- Контур цифры 10 на аверсе флуоресцирует под ультрафиолетовым светом в коричневом и жёлтом цветах.